# A Public Affair
Albums de Jessica Simpson
ReJoyce: The Christmas Album
(2004) Do You Know
(2008)
Singles
1. A Public Affair
Sortie : 29 juin 2006
2. I Belong To Me
Sortie : 26 septembre 2006
3. You Spin Me 'Round (Like A Record)
Sortie : février 2007

A Public Affair est le cinquième album de la chanteuse américaine Jessica Simpson, sorti le 26 août 2006. Il est également le premier album studio de Jessica sous le label Epic, après la fin de contrat avec son ancien label Columbia Records. Il est aussi le premier disque de Jessica Simpson depuis son divorce avec Nick Lachey, d’où le nom de l'opus A Public Affair.
L'album contenant plusieurs sonorités musicales, est produit par Jimmy Jam et Terry Lewis, Scott Storch, Stargate, Lester Mendez, Cory Rooney ou encore Sam Watters et Louis Biancaniello. Jessica Simpson a co-écrit neuf titres sur les quatorze que contiennent l'opus. A Public Affair reçoit des critiques favorables, qui complimente Simpson sur sa diversité musicale comparée à ses opus précédents. L'album débute à la cinquième place du Billboard 200. A Public Affair s'est vendu à  400,000 copies aux États-Unis et à plus 1, 5 million d'exemplaires dans le monde,. C'est également le dernier album de pop musique de Simpson avant son entrée à la musique country.
L'opus génère trois singles : A Public Affair, qui s'érige à la 14e place du Billboard Hot 100, devenant ainsi le sixième Top 10 de Jessica Simpson, I Belong To Me, qui ne parvient à se classer et You Spin Me 'Round (Like A Record), titre ré-adapté du single du même du groupe Dead or Alive, sortit en 1984, qui se classe à la vingtième position du Billboard Bubbling Under Hot 100.

## Historique
En 2005, MTV annonce que Jessica Simpson a commencé à enregistrer son cinquième album. En novembre 2005, Jessica Simpson annonce sa séparation avec Nick, puis le 16 décembre 2005, elle demande le divorce citant des "différends irréconciliables" après six ans de relation et trois ans de mariage,. Leur divorce a été prononcé le 30 juin 2006. Il est également reporté que Simpson part de son label Columbia Records, pour rejoindre Epic, afin de poursuivre sa carrière musicale sous ce label. L'album A Public Affair, sorti en 2006, est donc le premier disque de Jessica Simpson depuis son divorce avec Nick Lachey, d’où le nom de l'opus A Public Affair.

## Composition
« A Public Affair », titre ouvrant l'opus et produit par Lester Mendez, inspiré par  la rupture de Jessica Simpson, est un morceau pop, aux influences disco, qui inclut des éléments rock et pop-teenage.  Le second extrait, You Spin Me 'Round (Like A Record), titre ré-adapté du single du même du groupe Dead or Alive, sortit en 1984, composé ici par Cory Rooney, est selon Pete Burns, le vocaliste du groupe Dead or Alive, inspiré de la chanson "I Want Your Love" de Luther Vandross et "See You 'Round Like A Record" de Nell Campbell. La troisième piste "B.O.Y.", est une chanson electro-disco, composée de synthétiseurs et de sonars, écrite par Driscoll, Gagel, Ocasek et composée par Wally Gagel et Xandy Barry, qui développe le besoin de Jessica de retrouver l'amour. Le quatrième extrait « If You Were Mine », composée par Sam Watters & Louis Biancaniello, rappelle le single When I Think of You de Janet Jackson. « Walkin' 'Round In A Circle », la cinquième piste, co-écrite par Simpson, est composée par Jimmy Jam et Terry Lewis, parle de la routine dans un couple. "The Lover In Me", est une chanson pop mid-tempo, contenant du piano et une guitare, composée par Lester Mendez. "Swing With Me", septième piste de l'opus, composée par Cory Rooney et Dan Shea, est une nouvelle interprétation du classique "Sing, Sing, Sing", Benny Goodman, parue en 1938.
"Push Your Tush", la huitième chanson, est une piste eurodance, aux influences disco, qui composée par Jimmy Jam et Terry Lewis, sample le titre "Who'd She Coo?" d'Ohio Players, parue en 1976. "Back To You", le neuvième morceau aux influences urbaines, est une ballade produite par Jimmy Jam et Terry Lewis, qui parle de rupture. "Between You And I", produit par Coory Rooney, est une ballade qui parle d'amertume. Le onzième extrait "I Don't Want To Care", ballade r&b produite par Stargate, parle de son ancienne relation amoureuse, qui est comme étant un lointain souvenir. La douzième piste, "Fired Up", produite par Scott Storch, est une chanson r&b aux sonorités hip-hop, qui traite d'une sortie en discothèque de Jessica Simpson qui incite les gens à se déhancher sur le dancefloor. "Let Him Fly", le treizième extrait de l'opus, est une reprise de Patty Griffin, issue de son album "Living With Ghosts", paru en 1996, qui parle d'une relation compliquée entre un homme et une femme et de ce fait, la femme, lassée, décide de laisser son homme partir. "I Belong To Me", second single de l'opus, écrit par Diane Warren et composé par Stargate, est une ballade r&b, qui parle des décisions que Jessica Simpson doit prendre elle-même, referme l'album.

## Singles
Le 29 juin 2006, elle sort le premier single intitulé A Public Affair qui fut placé à la 14e place du Billboard Hot 100. Fin juillet 2006, la chanson rejoint le nouveau single de sa sœur Ashlee, Invisible dans le Top 10 des chansons les plus populaires sur iTunes Store ; ce fut la première fois dans l'histoire de iTunes Store que deux sœurs ont deux singles différents dans le Top 10. A Public Affair a été certifié or par la RIAA après avoir été téléchargé plus de 500 000 fois. Le vidéoclip qui accompagne la chanson, est réalisé par Brett Ratner. Il y dévoile Jessica Simpson, qui est accompagnée de quelques personnalités comme : Christina Applegate, Christina Milian, Eva Longoria, Maria Menounos, en train de faire du rollercoaster dans une salle et sont servies par Andy Dick, qui fantasme sur les jeunes femmes, quant à Ryan Seacrest, il conduit la voiture de Jessica Simpson et ses amies. Jessica Simpson A Public Affair vidéo officielle Youtube.com
À la suite du succès du single A Public Affair, le second single aurait dû être You Spin Me 'Round (Like A Record), mais Jessica Simpson demande aux fans via son site internet, le choix du second single entre cinq titres proposés : "If You Were Mine", "The Lover in Me", "I Belong To Me", "B.O.Y." et "I Don't Want to Care".
Le 26 septembre 2006, elle publie un second single dénommé I Belong To Me, qui s'érige dans le classement avant d'en ressortir aussitôt. Ce titre qui ne fut pas dans l'album, est alors ajouté à l'opus. La vidéo qui accompagne la chanson, est réalisée par Matthew Rolston. Elle y dévoile Jessica Simpson en train de se couper les cheveux et de se maquiller dans un loft. Jessica Simpson I Belong To Me vidéo officielle Youtube.com
En février 2007, elle sort un troisième single You Spin Me 'Round (Like A Record), titre ré-adapté du single du même du groupe Dead or Alive, sortit en 1984, qui se classe à la vingtième position du Billboard Bubbling Under Hot 100. Ce titre ne bénéficie pas de vidéoclip.

## Performance commerciale
"A Public Affair" fut placé à la cinquième place dans le Billboard 200. Très vite, l'album se vend à plus de 500 000 copies et fut certifié or par la RIAA. Au Canada, l'album a été placé à la sixième place dans les charts et a, plus tard, été certifié or après s'être vendu à plus 50 000 copies. "A Public Affair" a également été placé dans le Top 40 au Japon, en Irlande et en Australie, mais il a eu moins de succès. En dépit du succès de l'album aux États-Unis, il ne s'est vendu qu'à 1,5 million d'exemplaires dans le monde entier, ce qui est un échec par rapport au travail précédent de JessicaSimpson .

## Liste des titres et formats
| No  | Titre                              | Producteur(s)                                   | Durée |
| --- | ---------------------------------- | ----------------------------------------------- | ----- |
| 1.  | A Public Affair                    | Lester Mendez                                   | 3:21  |
| 2.  | You Spin Me 'Round (Like A Record) | Cory Rooney                                     | 3:49  |
| 3.  | B.O.Y.                             | Wally Gagel et Xandy Barry                      | 3:22  |
| 4.  | If You Were Mine                   | Sam Watters & Louis Biancaniello & Greg Kurstin | 3:17  |
| 5.  | Walkin' Round In A Circle          | Jimmy Jam et Terry Lewis                        | 4:40  |
| 6.  | The Lover In Me                    | Lester Mendez                                   | 3:41  |
| 7.  | Swing With Me                      | Cory Rooney, Dan Shea                           | 3:25  |
| 8.  | Push Your Tush                     | Jimmy Jam et Terry Lewis                        | 4:48  |
| 9.  | Back To You                        | Jimmy Jam et Terry Lewis                        | 4:11  |
| 10. | Between You And I                  | Cory Rooney, Dan Shea                           | 4:58  |
| 11. | I Don't Want To Care               | Stargate                                        | 3:57  |
| 12. | Fired Up                           | Scott Storch                                    | 3:58  |
| 13. | Let Him Fly                        | Lester Mendez                                   | 3:11  |

| 14. | I Belong To Me | Stargate | 3:40 |

## Classement hebdomadaire
| Chart (2006–2007)                 | Peak position |
| --------------------------------- | ------------- |
| Australian Australie Albums Chart | 33            |
| Canada                            | 6             |
| Irelande                          | 67            |
| Japon                             | 71            |
| Russie                            | 4             |
| Taïwan                            | 3             |
| Royaume-Uni                       | 76            |
| US Billboard 200                  | 5             |
| US Top Internet Albums            | 2             |
| US Digital Albums                 | 7             |